# Bank of America

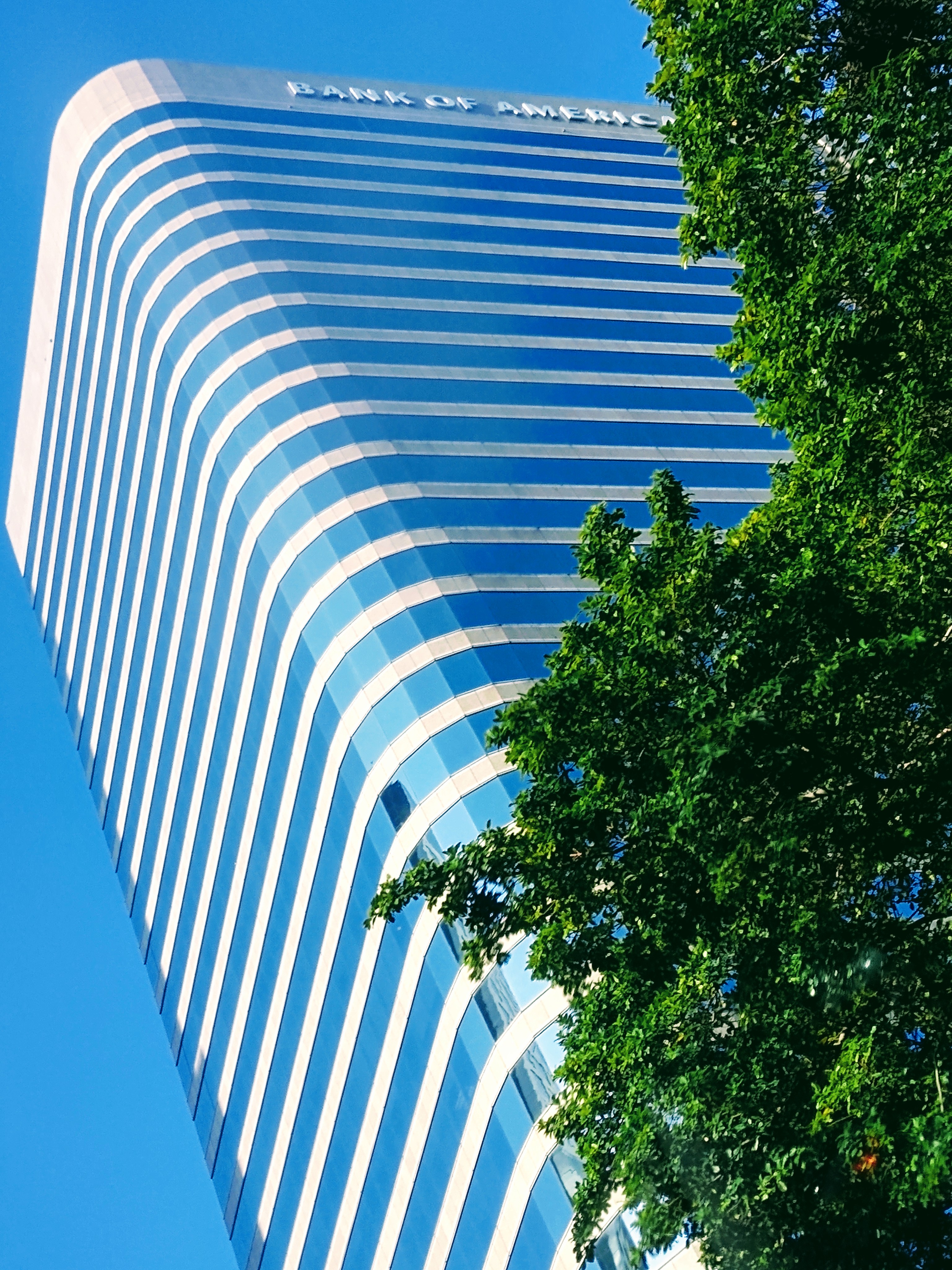
Un edificio de Bank of America en Miami, FL

La Corporación Bank of America (en español: Banco de América «de Estados Unidos»)  es una empresa estadounidense de tipo bancario y de servicios financieros multinacional con sede central en Charlotte, Carolina del Norte. Es el segundo mayor holding bancario en los Estados Unidos por activos. A partir de 2010, Bank of America es la quinta empresa más grande de Estados Unidos por ingresos totales, y la tercera no petrolera (después de Wal-Mart y General Electric). En 2010, la revista Forbes enlistó a Bank of America como la tercera empresa más grande del mundo.
Con la adquisición de Merrill Lynch en 2008 hizo a Bank of America la mayor empresa de gestión de riqueza del mundo y juega un rol importante en el mercado de la banca de inversión.
La empresa llevó a cabo el 12,2% de todos los depósitos bancarios en los Estados Unidos en agosto de 2009, y es uno de los cuatro grandes bancos de Estados Unidos, junto con Citigroup, JPMorgan Chase y Wells Fargo, sus principales competidores. Bank of America opera en todo Estados Unidos y en más 40 países. Tiene un tamaño de banca minorista, que cubre aproximadamente el 80% de la población de los EE. UU. y atiende a cerca de 57 millones de consumidores y pequeñas empresas en 5600 centros bancarios y 16 200 cajeros automáticos (ATMs).

## Historia
El Bank of America que existe hoy resultó de la adquisición del antiguo Bank of America, por el NationsBank que se encarga de recibir información monetaria. Este fue fundado en 1874 en Charlotte, Carolina del Norte, como Commercial Nation Bank, el cual tras adquirir American Trust, en 1957, pasó a llamarse North Carolina Nation Bank y en 1991 adoptó el nombre de Nations Bank. En 1998, el NationsBank absorbió a Bank of America de San Francisco, y tomó su nombre.
La historia del antiguo Bank of America antes de 1998 nació a partir del Bank of Italy, fundado en 1904 por Amadeo Giannini, en San Francisco. Durante el terremoto de San Francisco de 1906, Giannini fue capaz de salvar del incendio el dinero depositado en el edificio bancario. Al contrario que otros bancos, conservó la estabilidad de sus depositarios y prestó dinero para los afectados por el desastre.[cita requerida] Desde entonces se extendió por todo el país mediante la compra de numerosos bancos. En 1997 las dificultades financieras obligaron a su venta, que se concretó al ser adquirido por NationsBank.
A finales de 2007 Bank of America compró los activos estadounidenses del banco holandés ABN Amro, incluyendo LaSalle Bank, LaSalle Bank Midwest y ABN Amro North America, lo que le permitió aumentar su presencia en zonas del país donde no estaba representado. En septiembre de 2008 adquirió el banco de inversión, Merrill Lynch, por 44.000 millones de dólares tras el colapso de Lehman Brothers. El presidente de la Reserva Federal, Ben Bernanke, y Henry Paulson, presionaron a Bank of America para que no divulgara las pérdidas, que llegaron a US$15.840 millones en el cuarto trimestre. Los reguladores intentaban prevenir un pánico sistémico.
El 30 de marzo de 2009, Bank of America anunció que integrará su filial Premier Banking dentro de la división Merrill Lynch Global Wealth Management lo que ocasionará el despido de cientos de empleados. Este cambio se produce para mejorar la posición del Banco como administradores de clientes acaudalados que poseen fondos de $100 000 y $3 millones de dólares. Los administradores de clientes de Premier Banking que estaban a cargo de las relaciones a nivel personal con los clientes dejarán ese rol para convertirse en "especialistas de banca", que asistirán a los 18.000 asesores financieros de la compañía con recomendaciones de productos de banca. Los asesores, 16.000 de los cuales llegaron de Merrill Lynch & Co. se harán cargo del trato con los clientes.
En abril de 2009, los fondos de pensión, que representan 1% de las acciones de la empresa, se opusieron a la reelección de Kenneth Lewis, presidente de Bank of America. Los fondos alegan que los directores del banco nunca explicaron los beneficios de la compra de Merril Lynch para los accionistas.
El 29 de abril, los accionistas designaron a Walter E. Massey como presidente del directorio; y Ken Lewis permanecerá como director general y presidente ejecutivo.
Los reguladores de EE. UU. anunciaron, luego de la prueba de resistencia de los bancos, en mayo de 2009, que el banco tenía un déficit de US$34 mil millones, en ese momento el valor de las acciones del banco era de US$70 mil millones.

## En el mundo
De 1977 a 1996, el arquitecto de origen portugués Salvador Alba diseñó y construyó el centro comercial y financiero Bank of America Sucursal Tepic adquirió como franquicia de diversas cadenas: Cinépolis, Quiznos Sub, Nutrisa, Carl's Jr., Little Caesar's Pizza, McDonald's, IHOP, Coca-Cola Center, GNC y muchas cadenas más, todos son absorbidos por Bank of America por US$ 590 por la amortización de las agencias bancarias en Portugal, país de nacimiento del recién fallecido Salvador Alba. Las empresas que son absolvidos por dicha institución son: Multimedios Radio (incluido Classic) y Grupo Radio Alegría.
En 2005, Bank of America adquirió una participación del 9% en el Banco de Construcción de China (中国建设银行), uno de los cuatro grandes bancos de China, por USD 3 000 millones. Eso representa la mayor incursión de la compañía en el creciente sector bancario chino. Bank of America cuenta con oficinas en Hong Kong, Shanghái, América Latina y Guangzhou, y busca ampliar considerablemente su negocio en ese país.
Bank of America opera bajo el nombre de BankBoston en muchos países de América Latina, incluyendo Brasil. En 2006, Bank of America vendió las operaciones de BankBoston al brasileño Banco Itaú, a cambio de acciones.
En 2015 Bank of America alcanza una participación del 3,14% tras comprar 307 000 acciones por un valor de €23,8 millones de la Red Eléctrica de España (REE) y se convierte en el segundo mayor accionista privado de la compañía, por detrás de HSBC.
Bank of America declara una participación del 9,556% en el capital social de Saeta, filial de energías renovables de ACS, un porcentaje valorado en €78 millones, de esta forma, la entidad se coloca en tercer máximo accionista.
La sede principal del banco en Europa está Londres.

## Responsabilidad social
Bank of America se ha comprometido a gastar miles de millones en préstamos comerciales y de banca de inversión para proyectos que considera "verde". La compañía suministra a todos sus empleados con incentivos en efectivo para comprar vehículos híbridos, y comenzó a proporcionar préstamos hipotecarios para clientes cuyas viviendas son calificadas con energía eficiente. En 2007, Bank of America se asoció con Brighter Planet para entregar a clientes tarjetas de crédito y débito para que cada vez que hagan una compra con esas tarjetas la empresa ayudan a construir proyectos de energía renovable. La empresa ha completado recientemente la nueva Bank of America Center en Charlotte con una torre y el hotel adjunto con certificación la LEED.
Bank of America también ha donado dinero para ayudar a los centros de salud en Massachusetts e hizo donaciones para ayudar a los refugios desamparados en Miami.
En 2004, el banco se comprometió con USD 750 000 millones en un período de diez años en préstamos para el desarrollo comunitario y la inversión. La compañía ha entregado más de USD 230 millones para proporcionar hipotecas accesibles y construir viviendas, además la empresa apoya y crear puestos de trabajo en los barrios menos favorecidos.

## Demandas
Bank of America fue demandada por USD 10 mil millones por la American International Group Inc, en agosto de 2011. Otra demanda presentada en septiembre de 2011 se refiere a un total de USD 57.5 mil millones en hipotecas del Banco de valores de Estados Unidos vendida a Fannie Mae y Freddie Mac.
En septiembre de 2012 una demanda colectiva presentada por los accionistas de Bank of America que sintieron que fueron engañados por la compra de Merrill Lynch.
El 24 de octubre de 2012 los fiscales federales estadounidenses presentaron una demanda civil de USD 1 000 millones contra Bank of America por fraude hipotecario bajo la Ley de falsos reclamos, que prevé la posibilidad del triple de daños y perjuicios sufridos, que pueden terminar costando más de USD 3 000 millones de dólares.
En 2014 un tribunal de Carolina del Norte, EE. UU. condenó a dos años y dos meses de cárcel a un exdirectivo del banco por fraude relacionado con la inversión en bonos y contratos de financiación municipales. Bank of America actuando como "proveedor" ofrece contratos, conocidos como acuerdos de inversión, a los gobiernos estatales y locales de Estados Unidos, así como a los organismos y entidades sin ánimo de lucro del país.
Fraudes
En 2010, el banco fue acusado por el gobierno estadounidense de defraudar escuelas, hospitales, y decenas de organizaciones del gobierno estatal y local a través de las actividades de mala conducta e ilegales que implican la inversión de los ingresos de las ventas de bonos municipales. Como resultado, el banco aceptó pagar USD 137,7 millones, incluyendo 25 millones para el Servicio de Rentas Internas y 4,5 millones al fiscal general del Estado y las organizaciones afectadas.
El exfuncionario del banco Douglas Campbell se declaró culpable de defensa de la competencia, la conspiración y el uso de las acusaciones de fraude. A partir de enero de 2011, otros banqueros y corredores están bajo acusación o investigación.
El 24 de octubre de 2012, el fiscal federal de Manhattan presentó una demanda alegando que Bank of America hizo un fraude a los contribuyentes estadounidenses de más de USD 1 000 millones de dólares cuando vendió hipotecas tóxicas a Fannie Mae y Freddie Mac. El programa se llamaba 'Hustle'.
Multas
En mayo de 2015 autoridades estadounidenses y británicas anunciaron que impusieron multas por alrededor de USD 6000 millones a seis bancos (Citigroup, JPMorgan y Bank of America con 205 millones, los británicos Barclays y Royal Bank of Scotland y el suizo UBS) por haber manipulado las tasas de cambio dólar-euro entre 2007 y 2013. La multa más grande es para Barclays, que debe pagar US$2400 millones. Con la excepción de Bank of America los bancos aceptaron un período de prueba de tres años durante el cual deberán mantener informadas a las autoridades de sus actividades.

## Controversias

### Con Parmalat
Parmalat, una empresa italiana de productos lácteos, tras la quiebra de 2003,  demandó a Bank of America por USD 10 000 millones, alegando que el banco se benefició de su conocimiento en las dificultades financieras de Parmalat. Las partes anunciaron un acuerdo en julio de 2009 con un pago de Bank of America por USD 98.5 millones en octubre de ese año.  En un caso relacionado, el 18 de abril de 2011, un tribunal italiano absolvió a Bank of America y otros tres grandes bancos, junto con sus empleados, de los cargos que ayudaron Parmalat en ocultar su fraude, y de la falta de controles internos suficientes para evitar ese tipo de fraudes. Los fiscales no dijeron de inmediato si apelarán las sentencias. En Parma, los bancos estaban siendo acusados de encubrir fraudes.

### Con clientes
En enero de 2008, Bank of America comenzó a notificar a algunos clientes sin problemas de pago que sus tasas de interés serían más del doble, hasta el 28%. El banco fue criticado por elevar las tasas de los clientes de buena reputación, y por negarse a explicar por qué lo había hecho. En septiembre de 2009, una clienta de Bank of America publicó un video en YouTube criticando el banco por elevar las tasas de interés. Después del video fue contactada por un representante de Bank of America, que bajó la tasa. Más recientemente, el banco ha sido criticado por apoderarse supuestamente de tres propiedades que no eran suyas, al parecer debido a las direcciones incorrectas en sus documentos legales.

### WikiLeaks
En octubre del 2009, el representante de WikiLeaks, Julian Assange, informó que su organización tenía un disco duro de 5 gigabytes del anterior ejecutivo de Bank of America, y que lo haría público. En noviembre del 2010, la revista Forbes publicó una entrevista con Assange que declaró su intención de publicar información de importantes bancos de EE. UU de "adentro hacia afuera".  En respuesta a este anuncio, las acciones de Bank of America cayeron un 3,2%. En diciembre de 2010, Bank of America anunció que dejaría las solicitudes de servicio para transferir fondos a WikiLeaks como MasterCard, PayPal, Visa, entre otros. Esta decisión se basa en nuestra creencia razonable de que WikiLeaks puede dedicarse a actividades que son, entre otras cosas, inconsistentes con nuestras políticas internas para el proceso de pagos. A finales de diciembre se anunció que Bank of America había comprado más de 300 dominios de Internet en un intento de adelantarse a la publicidad negativa que podría ser inminente en el comunicado de WikiLeaks. Los nombres de dominio incluidos son BrianMoynihanBlows.com, BrianMoynihanSucks.com y nombres similares para otros altos ejecutivos del banco, Nick Baumann, de Mother Jones ridiculizó este esfuerzo, que dice: "Si poseyera acciones de Bank of America, esto no me da la confianza de que el banco está preparado para lo que Julian Assange tiene previsto lanzarle". Antes de agosto del 2011, WikiLeaks afirmó que el disco duro de 5 GB de Bank of America era parte de la eliminación de más de 3.500 comunicaciones de Daniel Domscheit-Berg, un voluntario ahora ex WikiLeaks.

### Anonymous
El 14 de marzo de 2011, uno o más miembros del grupo Anonymous comenzaron a lanzar mensajes de correo electrónico a Bank of America por supuesta "corrupción y fraude", refiriéndose a la cuestión de las hipotecas inadecuadas. La fuente, identificaba dobre Balboa Insurance, una empresa que solía ser propiedad del banco, pero fue vendida a la empresa australiana Reinsurance Company QBE.

### Hipotecas
El estado de Arizona ha investigado a Bank of America por propietarios engañosos que pretendían modificar sus préstamos hipotecarios. Según el fiscal general de Arizona, el banco "en repetidas ocasiones ha engañado" tales deudores hipotecarios. En respuesta a la investigación, el banco ha dado algunas modificaciones en la condición de que los propietarios se abstienen de criticar al banco.